# 曹铎
曹鐸（1928年12月16日—2005年3月9日），本名曹元振，山東安丘人，中國表演藝術家、上海電影製片廠二級演員，前中國電影家協會會員、華東革大文工團演員，後來在1952年踏進電影界，先後拍了60多部影片，十餘部電視劇。